# Sutton (Massachusetts)
Sutton es un pueblo ubicado en el condado de Worcester en el estado estadounidense de Massachusetts. En el censo de 2010 tenía una población de 8.963 habitantes y una densidad poblacional de 101,7 personas por km².

## Geografía
Sutton se encuentra ubicado en las coordenadas 42°7′55″N 71°45′1″O / 42.13194, -71.75028. Según la Oficina del Censo de los Estados Unidos, Sutton tiene una superficie total de 88.13 km², de la cual 83.94 km² corresponden a tierra firme y (4.76%) 4.2 km² es agua.

## Demografía
Según el censo de 2010, había 8.963 personas residiendo en Sutton. La densidad de población era de 101,7 hab./km². De los 8.963 habitantes, Sutton estaba compuesto por el 96.97% blancos, el 0.44% eran afroamericanos, el 0.13% eran amerindios, el 0.94% eran asiáticos, el 0.09% eran isleños del Pacífico, el 0.22% eran de otras razas y el 1.22% pertenecían a dos o más razas. Del total de la población el 1.28% eran hispanos o latinos de cualquier raza.